# مادهو
مادهو هي ممثلة هندية، ولدت في 26 مارس 1972 بتشيناي في الهند.

## وصلات خارجية
- مادهو على موقع IMDb (الإنجليزية)
- مادهو على موقع أول موفي (الإنجليزية)
- مادهو على موقع قاعدة بيانات الفيلم (الإنجليزية)